# Tadeusz Bodio
Tadeusz Bodio (ur. 1951)  – polski politolog, profesor nauk społecznych, wykładowca na Wydziale Nauk Politycznych i Studiów Międzynarodowych Uniwersytetu Warszawskiego, zastępca przewodniczącego Komitetu Nauk Politycznych Polskiej Akademii Nauk (kadencja 2020-2023). Specjalista w zakresie historii i polityki obszaru poradzieckiego, w szczególności Azji Centralnej i Kaukazu. 

## Praca naukowa
Wieloletni członek kadry naukowo-dydaktycznej Instytutu Nauk Politycznych UW, gdzie w latach 2005-2019 kierował Zakładem Badań Wschodnich. Po reorganizacji wydziału w 2019 r., w ramach której instytuty zostały rozwiązane i zastąpione przez katedry, znalazł się w zespole Katedry Studiów Wschodnich. W dniu 19 lutego 2014 r. otrzymał tytuł naukowy profesora (tzw. profesurę belwederską). Jest przewodniczącym Wydziałowej Komisji Doktorskiej w dyscyplinie nauk o polityce i administracji. 
Od 1997 r. kieruje międzynarodowym programem badawczym Transformacja w państwach Azji Centralnej, a od 2010 r. również programem Transformacja elit i przywództwa politycznego na obszarze poradzieckim. Redaktor serii wydawniczych Współczesna Azja Centralna oraz Władza-elity-przywództwo, członek rad programowych i naukowych wielu czasopism naukowych. W latach 2008–2011 był przewodniczącym Zespołu Nauk Społecznych Państwowej Komisji Akredytacyjnej (PKA) i zarazem członkiem Prezydium PKA. 
Wypromował sześcioro doktorów, wśród nich Piotra Dominika Załęskiego, Krzysztofa Kozłowskiego i Jarosława Ćwieka-Karpowicza.
Odznaczony m.in. Złotym Krzyżem Zasługi (2010) i Medalem Komisji Edukacji Narodowej. 